# Élections législatives de 1924 dans la Vendée
Les élections législatives de 1924 ont eu lieu le 11 mai.

## Résultats à l'échelle du département[1]

### Par listes
| Listes         | Listes                                    | Premier tour | Premier tour | Sièges |
| Listes         | Listes                                    | Voix         | %            | Sièges |
| -------------- | ----------------------------------------- | ------------ | ------------ | ------ |
|                | Liste du Cartel vendéen d'Union nationale | 53 155       | 52,63        | 6      |
|                | Liste d'Union républicaine                | 41 248       | 40,84        | 0      |
|                | Liste du Bloc ouvrier-paysan              | 3 510        | 3,48         | 0      |
|                |                                           |              |              |        |
| Inscrits       | Inscrits                                  | 118 025      | 100,00       | 6      |
| Votants        | Votants                                   | 103 924      | 88,05        |        |
| Abstention     | Abstention                                | 14 101       | 11,95        |        |
| Blancs et nuls | Blancs et nuls                            | 2 919        | 11,95        |        |
| Exprimés       | Exprimés                                  | 101 005      | 88,05        |        |

### Par candidats
| Candidat       | Candidat                         | Tendance              | Premier tour | Premier tour |
| Candidat       | Candidat                         | Tendance              | Voix         | %            |
| -------------- | -------------------------------- | --------------------- | ------------ | ------------ |
|                | Armand Charles de Baudry d'Asson | Droite                | 54 369       | 53,83        |
|                | Émile de Kervenoaël              | Droite                | 52 212       | 51,69        |
|                | Victor Rochereau                 | Droite                | 53 846       | 53,31        |
|                | Anatole Biré                     | Droite                | 52 321       | 51,80        |
|                | Jean de Tinguy du Pouët          | FR                    | 53 770       | 53,23        |
|                | Henri Colins                     | Droite                | 52 414       | 51,89        |
|                |                                  |                       |              |              |
|                | Raoul Pacaud                     | AD                    | 42 462       | 42,04        |
|                | Daniel Lacombe                   | AD                    | 41 400       | 40,99        |
|                | Berjonneau                       | Radical indépendant   | 41 024       | 40,62        |
|                | Constantin                       | Républicain de gauche | 41 195       | 40,79        |
|                | Bonneau                          | PRRRS                 | 40 757       | 40,35        |
|                | Morineau                         | Républicain de gauche | 40 468       | 40,07        |
|                |                                  |                       |              |              |
|                | Gillon                           | PC-SFIC               | 3 625        | 3,59         |
|                | Goupilleau                       | PC-SFIC               | 3 498        | 3,46         |
|                | Grolleau                         | PC-SFIC               | 3 533        | 3,50         |
|                | Guéneau                          | PC-SFIC               | 3 457        | 3,42         |
|                | Sallé                            | PC-SFIC               | 3 456        | 3,42         |
|                | Violleau                         | PC-SFIC               | 3 497        | 3,46         |
|                |                                  |                       |              |              |
| Inscrits       | Inscrits                         | Inscrits              | 118 025      | 100,00       |
| Votants        | Votants                          | Votants               | 103 924      | 88,05        |
| Abstention     | Abstention                       | Abstention            | 14 101       | 11,95        |
| Blancs et nuls | Blancs et nuls                   | Blancs et nuls        | 2 919        | 11,95        |
| Exprimés       | Exprimés                         | Exprimés              | 101 005      | 88,05        |